# Star Trek: Enterprise temporada 3
La tercera temporada de la sèrie de televisió estatunidenca de ciència-ficció Star Trek: Enterprise va començar a emetre's a UPN als Estats Units el 10 de setembre de 2003 i va concloure el 26 de maig de 2004 després de 24 episodis. Ambientada al segle XXII, la sèrie segueix les aventures de la primera nau estel·lar de la Flota Estel·lar Enterprise, amb matrícula NX-01, i la seva tripulació.
A partir del tercer episodi d'aquesta temporada, els productors van afegir "Star Trek" al nom de la sèrie; anteriorment, la sèrie era coneguda simplement com a "Enterprise". El tema d'obertura també es va canviar per una versió més instrumental.
Amb la UPN buscant atraure un públic més ampli per a la sèrie, aquesta temporada els guionistes van passar dels episodis independents pels quals era coneguda "Star Trek" a una única història serialitzada: la missió de la tripulació d'evitar que la Terra sigui destruïda per una espècie alienígena recentment introduïda, els xindi. Els episodis se centren en trames d'acció i un equip d'assalt militar està estacionat a bord mentre la tripulació s'enfronta a més combats durant les missions fora de l' "Enterprise".

## Resum de la trama
La tercera temporada adopta un format fortament serialitzat dedicat inicialment a la recerca d'una superarma xindi. Se centra en la missió de l' Enterprise NX-01 per evitar que un segon atac Xindi, més potent, destrueixi la Terra. També explora i desenvolupa les primeres trobades entre humans, vulcanians i andorians. A més, els personatges principals com el capità Archer, el comandant Tucker i la subcomandant T'Pol reben un desenvolupament considerable.

## Repartiment

### Repartiment principal
- Scott Bakula com a capità Jonathan Archer
- Jolene Blalock com a sotscomandant T'Pol
- Connor Trinneer com a comandant Charles "Trip" Tucker III
- Dominic Keating com a tinent Malcolm Reed
- Linda Park com a alferes Hoshi Sato
- Anthony Montgomery com a alferes Travis Mayweather
- John Billingsley com a doctor Phlox

### Repartiment recurrent
- Rick Worthy com a Jannar (10 episodis)
- Randy Oglesby com a Degra (10 episodis)
- Scott MacDonald com a comandant Dolim (8 episodis)
- Tucker Smallwood com a Conseller Primat Xindi (9 episodis)
- Steven Culp com a Major Hayes (5 episodis)
- Sean McGowan com a caporal Hawkins (4 episodis)
- Matt Winston com a agent temporal Daniels (3 episodis)
- Daniel Dae Kim com a caporal Chang (3 episodis)
- Jeffrey Combs com a comandant Shran (2 episodis)
- Gary Graham com a ambaixador Soval (1 episodi)
- Molly Brink com a tinent Talas (1 episodi)

## Episodis
A la taula següent, els episodis es mostren per ordre d'emissió.
| Núm. total | Núm. de la temporada | Títol              | Data                   | Direcció              | Guió                                                   | Data d'emissió original | Codi de prod. | Espectadors U.S. (milions) |
| --- | -------------------- | ------------------ | ---------------------- | --------------------- | ------------------------------------------------------ | ----------------------- | ------------- | -------------------------- |
| 53 | 1                    | «The Xindi»        | Desconegut             | Allan Kroeker         | Rick Berman & Brannon Braga                            | 10 de setembre de 2003  | 40358-053     | 4.07                       |
| El capità Archer i el tinent Reed visiten una instal·lació minera per tal de localitzar un xindi. |                      |                    |                        |                       |                                                        |                         |               |                            |
| 54 | 2                    | «Anomaly»          | Desconegut             | David Straiton        | Mike Sussman                                           | 17 de setembre de 2003  | 40358-054     | 4.29                       |
| La tripulació de l' Enterprise s'enfronta als rigors de l'Expansió Delfica de primera mà i s'enfronta a pirates que operen des d'una esfera alienígena gegant encoberta.                                   |                      |                    |                        |                       |                                                        |                         |               |                            |
| 55 | 3                    | «Extinction»       | Desconegut             | LeVar Burton          | André Bormanis                                         | 24 de setembre de 2003  | 40358-055     | 4.00                       |
| Mentre persegueixen els Xindi, tres membres de la tripulació queden exposats a un virus alienígena i comencen a mutar en Loque'eque, una raça alienígena morta fa temps.                                   |                      |                    |                        |                       |                                                        |                         |               |                            |
| 56 | 4                    | «Rajiin»           | Desconegut             | Mike Vejar            | S : Paul Brown T : Chris Black S/T : Brent V. Friedman | 1 d'octubre de 2003     | 40358-056     | 4.51                       |
| Una esclava que Archer rescata d'un basar alienígena busca refugi a bord de l' Enterprise, però en canvi traeix la tripulació.                                                                             |                      |                    |                        |                       |                                                        |                         |               |                            |
| 57 | 5                    | «Impulse»          | Desconegut             | David Livingston      | S : Terry Matalas S/T : Jonathan Fernandez             | 8 d'octubre de 2003     | 40358-057     | 4.17                       |
| L' Enterprise es troba amb una nau vulcaniana la tripulació de la qual s'ha tornat inestable a causa de l'exposició al Trellium-D. La subcomandant T'Pol aviat comença a presentar els mateixos símptomes. |                      |                    |                        |                       |                                                        |                         |               |                            |
| 58 | 6                    | «Exile»            | Desconegut             | Roxann Dawson         | Phyllis Strong                                         | 15 d'octubre de 2003    | 40358-058     | 3.46                       |
| Una història semblant a La Bella i la Bèstia que involucra l'alferes Sato trobant-se amb un telèpata potencialment útil en un món desert.                                                                  |                      |                    |                        |                       |                                                        |                         |               |                            |
| 59 | 7                    | «The Shipment»     | Desconegut             | David Straiton        | Chris Black & Brent V. Friedman                        | 29 d'octubre de 2003    | 40358-059     | 3.70                       |
| El capità Archer s'assabenta de la kemocita, un element clau en una nova arma que s'està construint per destruir la Terra, i intenta seguir el seu subministrament fins a la superarma.                    |                      |                    |                        |                       |                                                        |                         |               |                            |
| 60 | 8                    | «Twilight»         | Desconegut             | Robert Duncan McNeill | Mike Sussman                                           | 5 de novembre de 2003   | 40358-060     | 4.06                       |
| Un paràsit fa que el capità Archer perdi la memòria a curt termini, i ell (amb l'ajuda de T'Pol i el doctor Phlox) busca una manera de canviar el passat.                                                  |                      |                    |                        |                       |                                                        |                         |               |                            |
| 61 | 9                    | «North Star»       | Desconegut             | David Straiton        | David A. Goodman                                       | 12 de novembre de 2003  | 40358-061     | 3.88                       |
| Investigant un planeta habitat per humans, la tripulació troba una ciutat que s'assembla al "Far West" americana.                                                                                          |                      |                    |                        |                       |                                                        |                         |               |                            |
| 62 | 10                   | «Similitude»       | Desconegut             | LeVar Burton          | Manny Coto                                             | 19 de novembre de 2003  | 40358-062     | 4.59                       |
| El comandant Tucker entra en coma després d'un accident i es crea un clon de ràpid creixement amb l'objectiu d'extreure teixit cerebral.                                                                   |                      |                    |                        |                       |                                                        |                         |               |                            |
| 63 | 11                   | «Carpenter Street» | Desconegut             | Mike Vejar            | Rick Berman & Brannon Braga                            | 26 de novembre de 2003  | 40358-063     | 3.71                       |
| Amb l'ajuda de l'agent temporal Daniels, el capità Archer i la subcomandant T'Pol tornen a Detroit el 2004 per aturar un grup de reptilians que desenvolupen una arma biològica.TCW                        |                      |                    |                        |                       |                                                        |                         |               |                            |
| 64 | 12                   | «Chosen Realm»     | Desconegut             | Roxann Dawson         | Manny Coto                                             | 14 de gener de 2004     | 40358-064     | 3.93                       |
| Fanàtics religiosos intenten executar el capità Archer, per suposats actes de profanació d'esferes, després de segrestar l' Enterprise.                                                                    |                      |                    |                        |                       |                                                        |                         |               |                            |
| 65 | 13                   | «Proving Ground»   | 6 de desembre de 2153  | David Livingston      | Chris Black                                            | 21 de gener de 2004     | 40358-065     | 3.44                       |
| Científics xindi proven la seva nova arma destructora de planetes en un camp d'asteroides mentre el capità Archer rep l'assistència sobtada d'andorians a l'Expansió Delfica.Fed                           |                      |                    |                        |                       |                                                        |                         |               |                            |
| 66 | 14                   | «Stratagem»        | 12 de desembre de 2153 | Mike Vejar            | S : Terry Matalas T : Mike Sussman                     | 4 de febrer de 2004     | 40358-066     | 4.07                       |
| Un científic xindi, Degra, és enganyat perquè doni al capità Archer informació sobre la ubicació de la nova superarma.                                                                                     |                      |                    |                        |                       |                                                        |                         |               |                            |
| 67 | 15                   | «Harbinger»        | 27 de desembre de 2153 | David Livingston      | S : Rick Berman & Brannon Braga T : Manny Coto         | 11 de febrer de 2004    | 40358-067     | 3.95                       |
| L' Enterprise es troba per primera vegada amb un extraterrestre moribund, un dels constructors d'esferes.                                                                                                  |                      |                    |                        |                       |                                                        |                         |               |                            |
| 68 | 16                   | «Doctor's Orders»  | Desconegut             | Roxann Dawson         | Chris Black                                            | 18 de febrer de 2004    | 40358-068     | 3.73                       |
| Quan Enterprise passa per una "pertorbació transdimensional", la tripulació entra en hibernació, deixant el Doctor Phlox al control de la nau.                                                             |                      |                    |                        |                       |                                                        |                         |               |                            |
| 69 | 17                   | «Hatchery»         | 8 de gener de 2154     | Michael Grossman      | S : Mike Sussman S/T : André Bormanis                  | 25 de febrer de 2004    | 40358-069     | 3.52                       |
| El capità Archer es torna excessivament protector amb un viver d'insectoides, fins al punt de posar en perill la seva missió.                                                                              |                      |                    |                        |                       |                                                        |                         |               |                            |
| 70 | 18                   | «Azati Prime»      | Desconegut             | Allan Kroeker         | S : Rick Berman, Brannon Braga S/T : Manny Coto        | 3 de març de 2004       | 40358-070     | 3.78                       |
| Després de trobar la superarma a Azati Prime, el capità Archer s'embarca en una missió suïcida per destruir-la, i l' Enterprise pateix un atac devastador dels Xindi.TCW Fed                               |                      |                    |                        |                       |                                                        |                         |               |                            |
| 71 | 19                   | «Damage»           | Desconegut             | James L. Conway       | Phyllis Strong                                         | 21 d'abril de 2004      | 40358-071     | 2.86                       |
| L' Enterprise, ara molt malmesa, busca una bobina de curvatura d'una nau alienígena però es veu obligada a robar-la.                                                                                       |                      |                    |                        |                       |                                                        |                         |               |                            |
| 72 | 20                   | «The Forgotten»    | Desconegut             | LeVar Burton          | Chris Black & David A. Goodman                         | 28 d'abril de 2004      | 40358-072     | 3.35                       |
| El capità Archer s'enfronta a la pèrdua de 18 membres de la tripulació i continua les negociacions amb dues de les cinc espècies Xindi.                                                                    |                      |                    |                        |                       |                                                        |                         |               |                            |
| 73 | 21                   | «E²»               | Desconegut             | Roxann Dawson         | Mike Sussman                                           | 5 de maig de 2004       | 40358-073     | 3.25                       |
| La tripulació de l' "Enterprise" coneix els seus propis descendents d'una línia temporal alternativa del passat.                                                                                           |                      |                    |                        |                       |                                                        |                         |               |                            |
| 74 | 22                   | «The Council»      | 12 de febrer de 2154   | David Livingston      | Manny Coto                                             | 12 de maig de 2004      | 40358-074     | 3.41                       |
| El capità Archer parla al Consell Xindi, provocant una guerra civil pel control de la superarma. |                      |                    |                        |                       |                                                        |                         |               |                            |
| 75 | 23                   | «Countdown»        | 13 de febrer de 2154   | Robert Duncan McNeill | André Bormanis & Chris Black                           | 19 de maig de 2004      | 40358-075     | 3.46                       |
| El capità Archer busca el suport dels Aquàtics per tal de decantar la guerra al seu favor. |                      |                    |                        |                       |                                                        |                         |               |                            |
| 76 | 24                   | «Zero Hour»        | 14 de febrer de 2154   | Allan Kroeker         | Rick Berman & Brannon Braga                            | 26 de maig de 2004      | 40358-076     | 3.91                       |
| Es produeix l'enfrontament final amb els rèptilians i els seus aliats guardians. |                      |                    |                        |                       |                                                        |                         |               |                            |

## Producció
La temporada 3 va ser la primera a utilitzar un sol arc argumental durant tota una temporada i és només una de les dues temporades (de cada sèrie de Star Trek) que no presenten un personatge klíngon, l'altra és la primera temporada de Star Trek: Strange New Worlds. La temporada va ser retallada de 26 a 24 episodis per Paramount, després d'uns índexs d'audiència inicials decebedors. En un intent d'augmentar els índexs d'audiència, el títol de la sèrie es va canviar a "Star Trek: Enterprise" després d'"Extinction" (els episodis anteriors publicats més tard en DVD es van actualitzar per reflectir aquest canvi) i la música del tema es va fer més optimista.
La sèrie s'havia filmat en alta definició des de l'episodi pilot, però el sisè episodi, "Exile", va ser el primer episodi que es va emetre en HD.

## Retransmissió
| Temporada | Franja horària | Estrena de la temporada | Final de temporada | Temporada de televisió | Classificació | Espectadors (en milions) |
| --------- | -------------- | ----------------------- | ------------------ | ---------------------- | ------------- | ------------------------ |
| 3ra       |                | 10 de setembre de 2003  | 26 de maig de 2004 | 2003–2004              | 178           | 3.26                     |

## Informació de mitjans
La tercera temporada també es va incloure en un conjunt complet que conté les quatre temporades de la sèrie.
| Star Trek: Enterprise – Temporada 3 | | | |
| Detalls | Detalls | Continguts especials | Continguts especials |
| - 24 episodis - Conjunt de 6 discs - Relació d'aspecte 1:85:1 - Subtítols: danès, neerlandès, anglès, anglès per a persones amb discapacitat auditiva, francès, alemany, italià, noruec, castellà, suec - Àudio: anglès (Dolby Digital 5.1 i 2.0 Surround), francès, alemany, italià i castellà (Dolby Digital 2.0 Surround) | - 24 episodis - Conjunt de 6 discs - Relació d'aspecte 1:85:1 - Subtítols: danès, neerlandès, anglès, anglès per a persones amb discapacitat auditiva, francès, alemany, italià, noruec, castellà, suec - Àudio: anglès (Dolby Digital 5.1 i 2.0 Surround), francès, alemany, italià i castellà (Dolby Digital 2.0 Surround) | DVD i Blu-ray: - Comença la saga Xindi - Moments d'Enterprise: Temporada 3 - Perfil d''Enterprise: Connor Trinneer - Un dia a la vida d'un director: Roxanne Dawson - Escenes eliminades - Darrere de la càmera: Marvin Rush (exclusiu del boxset BestBuy d'Amèrica del Nord) - Comentaris d'àudio: "North Star" i "Similitude" - Comentaris de text: "The Xindi", "Impulse" i "Countdown" - Escenes eliminades: "Similitude", "Chosen Realm" i "E2". Blu-Ray: - En temps de guerra: Crida a les armes, front, conflicte final - Guerra freda temporal: desclassificada | DVD i Blu-ray: - Comença la saga Xindi - Moments d'Enterprise: Temporada 3 - Perfil d''Enterprise: Connor Trinneer - Un dia a la vida d'un director: Roxanne Dawson - Escenes eliminades - Darrere de la càmera: Marvin Rush (exclusiu del boxset BestBuy d'Amèrica del Nord) - Comentaris d'àudio: "North Star" i "Similitude" - Comentaris de text: "The Xindi", "Impulse" i "Countdown" - Escenes eliminades: "Similitude", "Chosen Realm" i "E2". Blu-Ray: - En temps de guerra: Crida a les armes, front, conflicte final - Guerra freda temporal: desclassificada |
| Dates de Llançament | | | |
| DVD | DVD | Blu-ray | Blu-ray |
| Regió 1 | Regió 2 | Estats Units (sense regió) | Regne Unit (sense regió) |
| 27 de setembre de 2005 | 5 de setembre de 2005 | 7 de gener de 2014 | 27 de gener de 2014 |

## Recepció
El declivi de les audiències a llarg termini d' Enterprise, que havia patit durant tota la seva emissió, va continuar a la temporada 3, que va incloure tant l'últim episodi de la sèrie vist per més de quatre milions de persones ("Stratagem") com el primer vist per menys de tres milions ("Damage").
El 2019, CBR va qualificar la temporada 3 de Star Trek: Enterprise com la setena millor temporada de totes les temporades de Star Trek fins aleshores.
El 2022, Dominic Keating va dir que li agradava la música del tema original, però que no li agradava la versió revisada utilitzada a la temporada 3.